# Canasite
La canasite è un minerale.